# Lycaena tseng
Lycaena tseng is een vlinder uit de familie van de Lycaenidae. De wetenschappelijke naam van de soort is voor het eerst geldig gepubliceerd in 1886 door Charles Oberthür. Het is een soort uit het hoogland, die voorkomt in het noorden van Myanmar en het westen van China.

## Synoniemen
- Lycaena mandersi (Elwes, 1890)[2]